# Liu Qi (fill de Liu Biao)
En aquest nom xinès, el cognom és Liu.
Liu Qi (mort el209) va ser el fill major del senyor de la guerra Liu Biao durant el període tardà de la Dinastia Han Oriental period of història xinesa. Ell va proporcionar reforços i refugi a Liu Bei quan aquest últim estava fugint de les forces de Cao Cao després de la batalla de Changban, i va assistir Liu Bei i Zhou Yu en la posterior Batalla dels Penya-segats Rojos.

## Lluita fraternal
Encara que Liu Qi, era el fill gran de Liu Biao, el seu germà menor Liu Cong s'havia casat millor, amb la neboda de la Dama Cai, la segona esposa de Liu Biao. La família Cai tenia una forta presència a la cort, incloent generals com Cai Mao i Zhang Yun. A mesura que la facció Cai guanyava influència, ells exerceixen pressió sobre Liu Biao perquè fes a Liu Cong el seu hereu.